# Puranpur
Puranpur é uma cidade  no distrito de Pilibhit, no estado indiano de Uttar Pradesh.

## Geografia
Puranpur está localizada a 28° 31′ N, 80° 09′ L. Tem uma altitude média de 180 metros (590 pés).

## Demografia
Segundo o censo de 2001, Puranpur tinha uma população de 37,193 habitantes. Os indivíduos do sexo masculino constituem 52% da população e os do sexo feminino 48%. Puranpur tem uma taxa de literacia de 54%, inferior à média nacional de 59.5%: a literacia no sexo masculino é de 61% e no sexo feminino é de 46%. Em Puranpur, 15% da população está abaixo dos 6 anos de idade.